# Олджихово
Олджихово (пол. Ołdrzychowo) — село в Польщі, у гміні Яніково Іновроцлавського повіту Куявсько-Поморського воєводства.
Населення — 113 осіб (2011).
У 1975-1998 роках село належало до Бидгощського воєводства.

## Демографія
Демографічна структура станом на 31 березня 2011 року:
|          | Загалом | Допрацездатний вік | Працездатний вік | Постпрацездатний вік |
| -------- | ------- | ------------------ | ---------------- | -------------------- |
| Чоловіки | 61      | 18                 | 35               | 8                    |
| Жінки    | 52      | 13                 | 31               | 8                    |
| Разом    | 113     | 31                 | 66               | 16                   |